# Hiệp hội Khoa học Xã hội Bắc Cực Quốc tế
Hiệp hội Khoa học Xã hội Bắc Cực Quốc tế, viết tắt theo tiếng Anh là IASSA (International Arctic Social Sciences Association) là một tổ chức phi chính phủ quốc tế hoạt động nhằm thúc đẩy hợp tác quốc tế giữa các nhà khoa học xã hội trong nghiên cứu Bắc Cực ở phạm vi quốc gia và quốc tế, là giao diện cho việc trao đổi thông tin giữa các tổ chức tương tự với các mục tiêu và cung cấp một diễn đàn cho các quan hệ công chúng công việc tương tự.
IASSA được thành lập năm 1990, sau cuộc vận động tại một hội nghị của các tổ chức phi chính phủ quốc tế về điều phối nghiên cứu ở Bắc Cực được tổ chức ở Leningrad năm 1988, bày tỏ mong muốn chung về việc thành lập một tổ chức bảo trợ đã được thảo luận, và điều này cũng cần tính đến các khía cạnh xã hội của các nhóm dân tộc vùng địa cực trong quy chế của nó.
IASSA có trụ sở tại Đại học Bắc Iowa, Cedar Falls,  Hoa Kỳ.
IASSA là thành viên quốc gia của Hội đồng Khoa học Quốc tế (ISC) , và của Hội đồng Quốc tế về Khoa học (ICSU) trước đây. IASSA là tổ chức bảo trợ cho Ủy ban Khoa học Bắc cực Quốc tế (IASC), Đại học Bắc cực (University of the Arctic) và Hiệp hội các nhà khoa học khởi nghiệp sớm ở vùng cực (Association of Polar Early Career Scientists).